# 戴夫·罗杰
戴夫·罗杰（英語：Dave Rodger，1955年6月18日—），新西兰男子赛艇运动员。他曾代表新西兰参加1976年和1984年夏季奥林匹克运动会赛艇比赛，其中1976年奥运会获得一枚铜牌。